# Selección de baloncesto de Guam
La selección de baloncesto de Guam es el equipo formado por jugadores de nacionalidad guameña que representa a la Confederación de Baloncesto de Guam en las competiciones internacionales organizadas por la Federación Internacional de Baloncesto (FIBA) o el Comité Olímpico Internacional (COI): los Juegos Olímpicos, la Copa Mundial de Baloncesto y el Campeonato FIBA Oceanía.
Guam es la única nación, además de Australia y Nueva Zelanda, en ganar una medalla de plata en el Campeonato FIBA Oceanía.

## Historia
Fue creada en el año 1961 y se afilió a la FIBA Oceanía hasta 1974, por lo que antes de ese año solo participaba en los Juegos del Pacífico, torneos que ha ganado en cuatro ocasiones.
Ganó la medalla de plata en el Campeonato FIBA Oceanía de 1999, mientras que en los Juegos del Pacífico Sur obtuvo la medalla de oro en 1975, 1979, 2015 y 2019, la medalla de plata en 1983, 1991, 1999, 2003, 2007, 2011 y 2023 y la medalla de bronce en 1966 y 1987. El equipo femenino ganó la medalla de bronce en los Juegos del Pacífico Sur de 1999.

## Historial

### Copa Mundial
Resultado General: No ocupa puesto
| Copa Mundial de Baloncesto |
| --- |
| - 1950: No calificó - 1954: No calificó - 1959: No calificó - 1963: No calificó - 1967: No calificó - 1970: No calificó - 1974: No calificó - 1978: No calificó - 1982: No calificó - 1986: No calificó - 1990: No calificó - 1994: No calificó - 1998: No calificó - 2002: No calificó - 2006: No calificó - 2010: No calificó - 2014: No calificó - 2019: No calificó - 2023: No calificó - 2027: TBD |

### Juegos Olímpicos
| Baloncesto en los Juegos Olímpicos |
| --- |
| - Berlín 1936: No calificó - Londres 1948: No calificó - Helsinki 1952: No calificó - Melbourne 1956: No calificó - Roma 1960: No calificó - Tokio 1964: No calificó - México 1968: No calificó - Múnich 1972: No calificó - Montreal 1976: No calificó - Moscú 1980: No calificó - Los Ángeles 1984: No calificó - Seúl 1988: No calificó - Barcelona 1992: No calificó - Atlanta 1996: No calificó - Sídney 2000: No calificó - Atenas 2004: No calificó - Pekín 2008: No calificó - Londres 2012: No calificó - Río 2016: No calificó - Tokio 2020: No calificó - París 2024: No calificó |

## Palmarés
- Campeonato FIBA Oceanía:
  -  Subcampeón (1): 1999

- Juegos del Pacífico:
  -   Campeón (4): 1975, 1979, 2015, 2019
  -  Subcampeón (7): 1983, 1991, 1999, 2003, 2007, 2011, 2023
  -  Tercer lugar (2): 1966, 1987

- Torneo de Baloncesto de Oceanía:
  -  Subcampeón (3): 1981, 1997, 2005
  -  Tercer lugar (1): 2009

- Mini Juegos del Pacífico:
  -  Subcampeón (2): 1997, 2005

### Videos
- Pacific Games 2015 BASKETBALL G6 GUAM vs SAMOA Youtube.com video

- Datos: Q3590235